# Anatolijus Senderovas
Anatolij Šenderovas (Uliànovsk (óblast d'Uliànovsk), 21 d'agost, 1945 - Nova Jersey, (EUA), 25 de març, 2019), va ser un compositor lituà d'origen jueu, guardonat amb el Premi Nacional de Cultura i Art de Lituània i altres premis. És considerat un dels compositors lituans contemporanis més famosos. Va crear tant música de cambra com simfònica, que s'interpreta a sales de concerts de diversos països del món.

## Biografia
Va estudiar al National M.K. Escola d'Arts Čiurlionis. el 1967 es va graduar al Conservatori Estatal de Lituània (classe de composició del professor Eduard Balsis). el 1990 va anar a estudiar a l'Acadèmia de Música S. Rubin de Tel-Aviv. el 1995 - 1997 va estudiar composició al Conservatori N. Rimsky-Korsakov de Sant Petersburg amb el prof. O. Evlachova.
Va morir el 2019 25 de març inesperadament després d'una malaltia mentre rebia tractament a l'estat de Nova Jersey, EUA. Va ser enterrat al cementiri de Suderve.

## Creació
Un dels compositors lituans contemporanis més famosos. Ha participat en més de 30 festivals internacionals de música. Va posar en escena tres ballets ("La nena i la mort" el 1982 al Teatre Nacional d'Òpera i Ballet de Lituània - "Mary Stuart" el 1987, al teatre "Vanemuine", Tartu, Estònia, "Desdemona" el 2005). A. Šenderovas també va compondre música per a tres simfonies, dos concerts per a violoncel, un concert per a guitarra i orquestra de cambra. El 1990 Amb motiu de la visita del compositor israelià, el professor J. Dorfman a Lituània, va interpretar públicament per primera vegada a Lituània l'himne nacional d'Israel a l'aleshores Palau dels Artistes de Vílnius. el 1992 1 - un dels organitzadors del Festival Internacional de Música Jueva Professional a Vílnius. El 1992 basat en el text del Càntic dels Càntics en hebreu, crea una composició simfònica "Premeu-me al vostre cor com un segell" per a soprano, baix, percussió solista i orquestra simfònica. el 1995 utilitzant els textos d'Elijos Ben Solomons Kremer (Gaó de Vílnius), escriu una peça simfònica "Shma Israel" per a cantor, cors de nois i homes i orquestra simfònica.
Senderovas crea moltes altres obres: l'any 1996 "La visió de Jacob" per a conjunt de saxo i percussió, 2001 Cantus in memoriam Jascha Heifetz per a violí sol, 2004 "From the Forgotten Book" basat en les velles cançons dels jueus de la regió de Vílnius, una peça simfònica per a mezzosoprano i orquestra de cambra, 2004. "Èxode" per a saxo, acordió, quartet de corda i fonograma, Cantus 1, Cantus 2 per a violoncel sol, música per al llargmetratge lituà-alemany "Vilnius Ghetto". reconeguda com la millor pel·lícula lituana del 2006.
La música d'Anatolii Shenderov destaca per la seva expressivitat, varietat de timbres, dinàmica, textura. Té un fort flux dramàtic, un sentit expansiu del temps. El compositor no està vinculat a un sistema de composició concret: la major part de la seva obra es caracteritza per un llenguatge musical moderadament modern amb elements de diverses tècniques modernes.

## Premis
- El 1996 va rebre l'Ordre del Gran Duc Gediminas de Lituània (Creu de cavaller), el 2006. - amb l'Ordre "Per al Mèrit de Lituània" amb la Creu d'Oficial de l'Ordre del Gran Duc Gediminas de Lituània.
- 1997 guardonat amb el Premi Nacional de Lituània.
- El compositor és guardonat de diversos concursos internacionals: l'any 1993, va ser guardonat amb el II premi del certamen internacional de Praga per l'obra "Der tiefe Brunnen..."; El 1994 va rebre un diploma honorífic al concurs internacional de composició Witolds Lutosławskis a Kiel (Suècia) per l'obra "Sketches of Mikalojus Konstantinas Čiurlionis", i el 2002, pel concert per a violoncel i orquestra simfònica "Concerto in Do" - el Premi de Compositor Europeu al festival "young.euro.classic" de Berlín. el 2005 Anatolijus Šenderovas va guanyar el premi a la millor obra escènica (ballet "Desdemona") en el concurs de les millors obres de l'any organitzat per la Unió de Compositors de Lituània.
- 2008 el compositor va guanyar un premi de l'Organització Mundial de la Propietat Intel·lectual (OMPI).